# Flacillula nitens
Flacillula nitens là một loài nhện trong họ Salticidae.
Loài này thuộc chi Flacillula. Flacillula nitens được Berry, Joseph A miêu tả năm 1997. Beatty & Jerzy Prószyński.